# 马耳他参议院
马耳他参议院 ，是一个曾经存在过的机构，他是1921年至1933年马耳他议院中的上院。

## 历史
《埃默里-米尔纳宪法》在1921年颁布，并创建一套两院系统，即拥有32席位的众议院和17席位的参议院。众议员每三年选举一次，参议院每六年选举一次。
参议院包括7名选举成员及10名委派成员。选举成员通过两个选区的两轮选举制选举产生。指派成员则分由以下五个机构各派2名：圣职、贵族、学院、商务及贸易委员会。在该议院存续时期，参议院选举共有三次举行，分别于1921年、1927年和1932年。
1933年，该宪法停止。随后的宪法则创制单一制立法机关，参议院制度遂停止。